# Leopold Zinnögger
Leopold Zinnögger (* 26. Juni 1811 in Linz; † 22. Juli 1872 ebenda) war ein österreichischer Maler und Botaniker.
Der Gärtnerssohn ging gemeinsam mit seinem Freund Johann Baptist Reiter im Oktober 1830 an die Wiener Akademie. Neben dem Studium bemalten die beiden Porzellanteller zum Gelderwerb.
Seine erste Ausstellung veranstaltete Zinnögger gemeinsam mit seinem Freund Reiter im Jahr 1835 im Linzer Landesmuseum. Mit einem Blumenbild errang er 1836 den Heinrich-Füger-Preis. Das Bild stellte er 1837 bei St. Anna in Wien aus, wo er in der darauffolgenden Zeit öfter mit Stillleben in Erscheinung trat. Eine vom Linzer Blumenmaler Philipp Mößmer gefertigte Kopie dieses Bildes hängt heute im Linzer Stadtmuseum.
Sein Ansuchen um ein Reisestipendium nach Holland zwecks Studium der Blumenmalerei wurde am 17. Juli 1837 abgelehnt. So wandte er sich enttäuscht von der Blumenmalerei wieder ab und trat in die Fußstapfen seines Vaters, während sein Freund Reiter weiterhin in Wien blieb.
Die Berufung als Korrektor an die Wiener Akademie lehnte er ab, stattdessen schloss er sich dem Botaniker Johann Baptiste Duftschmid an und machte Versuche in der Pflanzenzucht. Diese führten zu wissenschaftlich anerkannten neuen Erkenntnissen über die Fortpflanzung bei Orchideen.
Während er von 1849 bis 1862 als Zeichenlehrer am Gymnasium arbeitete, behielt er die Leitung der väterlichen Gärtnerei weiterhin in Händen. Später betrieb er noch zusätzlich eine fotografische Anstalt und erteilte auch Privatunterricht. Nebenbei fand er noch Zeit für die Malerei; so hinterließ er nicht weniger als 324 Gemälde.
Zinnöggers wohl bekanntestes Werk ist Die Butte mit Trauben von 1846 in der Galerie St. Florian. Im Jahr 1847 stellte er im Gewerbeverein aus. Er war Mitbegründer des Oberösterreichischen Kunstvereins in Linz, in dessen erster Ausstellung 1851 er vier Stillleben, darunter ein Fruchtstück mit Eichhörnchen, Kaninchen und Affen vorstellte. Fortan nahm er an jeder Ausstellung des Kunstvereins teil.
Zinnögger starb mit knapp 61 Jahren in seinem Elternhaus Baumbachstraße 12.

## Auszeichnungen
- 1836 Heinrich-Füger-Preis